# Dash按钮
Dash按钮是亞馬遜公司2015年3月31日推出的一种产品，可以一键购买某些特定的商品。由于推出时间，这种按钮曾被看成一个愚人节玩笑。2019年2月28日，亚马逊宣布停止销售Dash按钮。